# Иртышкино
Ирты́шкино — посёлок в Красногорском районе Алтайского края. Входит в состав Красногорского сельсовета.

## История
Основан в 1866 году. В 1926 году деревня состояла из 152 хозяйств. В национальном составе населения того периода преобладали русские. В административном отношении являлась центром Иртышкинского сельсовета Старо-Бардинского района Бийского округа Сибирского края.

## Население
| 1926 | 2002 | 2006 | 2007 | 2008 | 2009 | 2010 | 2011 | 2012 |
| ---- | ---- | ---- | ---- | ---- | ---- | ---- | ---- | ---- |
| 866  | ↘13  | ↘2   | ↗4   | →4   | →4   | →4   | ↘2   | →2   |
| 2013 |      |      |      |      |      |      |      |      |
| →2   |      |      |      |      |      |      |      |      |

### Национальный состав
Согласно результатам переписи 2002 года, в национальной структуре населения русские составляли 92 %.